# José Gurgel do Amaral Filho
José Gurgel do Amaral Filho (Aracati, 28 de janeiro de 1784 - 30 de janeiro de 1874), foi proprietário da Fazenda Porteiras (herdada de seu pai), que por sua vez foi uma grande produtora de charque do Ceará durante o período colonial.

## Biografia
Em 19 de agosto de 1806, o Governador da Capitania do Ceará Grande, João Carlos Augusto de Oyenhausen-Gravenburg (futuro Marquês de Aracati) – concedeu uma sesmaria de três léguas de comprimento por um metro de largura no Arapuá ao Capitão José Gurgel do Amaral legitimando (o que a princípio se chamava Sítio Cabaças, e que posteriormente passou a ser conhecido pela denominação Fazenda Porteiras).
O Major José Gurgel do Amaral Filho herdou as terras do pai, o Capitão José Gurgel do Amaral. José é mais conhecido por causa de sua prole: 20 filhos oriundos de dois casamentos, e por esse motivo recebeu a alcunha de "Pai do Aracati".

## Genealogia

### Ascendência
Era filho de José Gurgel do Amaral (1735 - ?) e Cosma Nunes Nogueira II (1750 - ?). Neto paterno de João de Alencastro Lopes e Isabel de Jesus Bezerra, e neto materno do Alferes Teodósio Costa Nogueira e Cosma Nunes Nogueira I. José Gurgel do Amaral Filho é tataraneto (ou 3º neto) do Dr. Cláudio Gurgel do Amaral (1654 - 1716). Tetraneto (ou 4º neto) do português Capitão João Batista Jordão (1605 - 1689) casado com Ângela do Amaral Gurgel (1616 - 1695), os quais foram pais de Cláudio. Pentaneto (ou 5º neto) do corsário teuto-francês Toussaint Gurgel (1576 - 1631), casado com a brasileira Domingas de Arão Amaral (1586 - 1654), (os quais foram pais de Ângela); E 5º neto dos portugueses Antônio Nunes da Silva (1578 - ?) e Maria Jordão (1588 - ?), os quais foram pais do Capitão João.  Hexaneto (ou 6º neto) dos portugueses Antônio Diogo do Amaral (1550 - ?) e Micaela de Jesus do Arão (pais de Domingas).
José Gurgel do Amaral Filho era irmão de:
1. Isabel Nogueira Gurgel do Amaral (1775 - ?), faleceu criança.;[1][2][5]
2. Isabel de Jesus Bezerra Gurgel do Amaral (1777 - ?), se casou em 1799 com José da Costa Nogueira,[5] filho de Teobaldo da Costa Nogueira (irmão de Cosma II) e Ana Teresa de Holanda;[1][2]
3. Caetana Nunes Nogueira (1779 - ?), faleceu criança;[1][2]
4. Ana Isabel Nogueira Gurgel do Amaral (1780 - ?), casada em 1800 com José Antônio da Costa,[5] filho de Antônio da Costa e Joana Lopes Barreira;[1][2]
5. Matilde Francisca Gurgel (1782 - ?), casada em 1797 com o Capitão-Mór João Paulo Barbosa (1767 - ?),[5] filho de Francisco Xavier Barbosa e Lourença Maria de Jesus Câmara;[1][2] Matilde é ancestral de dois ex-governadores do estado do Pernambuco, Alexandre José Barbosa Lima (bisavó) e Alexandre José Barbosa Lima Sobrinho (trisavó).[2]
6. Caetana Jesumira Gurgel (1788 - 1789);[1]
7. Helena Nunes Nogueira (1790 - ?), casada em 1800 com Teodósio da Costa Nogueira[5] (irmão de Teobaldo, acima citado);[1][2]
8. Venâncio José Nogueira Gurgel do Amaral;[1][2][5]

### Filhos
Do casamento em 1805 com Quitéria Ferreira de Barros (1787 - 1832), filha de José de Barros Neto e Caetana Maria Micaela de Carvalho (1748 - ?), teve:
1. José Gurgel do Amaral I (1808 - ?),[1] se casou em 1828 com Antônia Ferreira de Moura, filha de Antônio Ferreira de Moura I e Maria Joaquina de Moura;[2]
2. Delfino Gurgel do Amaral (1810 - ?),[1] casado em primeiras núpcias com Rufina Barbosa de Castro, filha de João de Castro e Francisca Nunes Barbosa (filha do Capitão-Mór João Paulo Barbosa e Matilde Francisca Gurgel). Delfino se casou em segundas núpcias com Úrsula Malaquias de Oliveira, filha de Valentim Pereira de Brito e Teresa Maria de Jesus de Castro.[2]
3. Vicente Gurgel do Amaral (1812 - ?),[1] se casou com Ana Carolina Rabelo, filha de Vicente Ferreira Rabelo e Teresa de Jesus Maria.[2]
4. Antônio Gurgel do Amaral (1814 - ?),[1] se casou com Maria Joana Barbosa Correia Lima, filha do Major Geraldo Correia Lima e Joana Batista Gurgel Barbosa (filha do Capitão-Mór e João Paulo Barbosa e Matilde Francisca Gurgel);[2]
5. Caetana Gurgel do Amaral (1817 - ?);[1][2]
6. Isabel Gurgel do Amaral (1819 - ?),[1] casada com Eduardo Gonçalves Valente;[2]
7. Cipriano Gurgel do Amaral (1820 - ?),[1] se casou em primeiras núpcias com Joana Nogueira, e em segundas núpcias com Joaquina Rabelo;[2]
8. Quitéria Gurgel do Amaral (1822 - 1897),[1] casada em 1848 com Tenente-Coronel Antônio Francisco de Oliveira (1784 - 1897), filho do Tenente Manoel João de Oliveira e Antônia Maria de Jesus Fernandes. O Tenente-Coronel Antônio era já viúvo de Mafalda Gomes de Freitas (1804 - 1843),[2] com quem se casou em primeiras núpcias em 1821. Mafalda era filha do Capitão Antônio Fernandes Pimenta e Francisca Romana do Sacramento Figueira (1771 - 1851).[11]
9. Cândido Gurgel do Amaral (1824 - 1891),[1] se casou em 1853 com Ana Mafalda de Oliveira (1837 - 1923), filha do Tenente-Coronel Antônio Francisco de Oliveira e Mafalda Gomes de Freitas (acima citados).[2]
10. Matilde Gurgel do Amaral (1826 - ?),[1] casada com João Paulo Barbosa Filho.[2]
11. Florinda Gurgel do Amaral (1828 - ?),[1] casada com José Cláudio Oliveira Barbosa, filho de Domingos José Barbosa e Maria Isabel de Oliveira. José Cláudio se casou em primeiras núpcias com Lourença Gurgel Barbosa (1795 - ?), filha do Capitão-Mór João Paulo Barbosa e Matilde Francisca Gurgel (anteriormente citados).[2]
12. Luisa Gurgel do Amaral (1830 - ?),[1] casada com José Carlos da Costa Nogueira, filho de Antônio Ferreira de Moura II (filho de Antônio Ferreira de Moura I e Maria Joaquina de Moura) e Maria Joaquina do Nascimento da Costa Nogueira (filha do Alferes Teodósio Costa Nogueira e Cosma Nunes Nogueira I).[2]

Quitéria era neta paterna do Capitão Feliciano Gomes da Silva (1732 - 1762) e Maria Floriana de Barros Ferreira, e neta materna de Antônio Álvares Maciel de Carvalho (? - 1799) e Quitéria Correia Lima (? - 1803). Bisneta (por Feliciano) de José Pereira de Carvalho e Maria Quaresma. Tatarena (por Antônio) do português Antônio Alves de Carvalho e Caetana Maria Maciel. 4ª neta (por Caetana Maria) do português Dr. Luciano Dias Cardoso de Vargas e Maria Maciel de Carvalho. 
Enviuvando, o Major José contraiu segundas núpcias em 1832 com Maria Joaquina Ferreira de Moura (prima da sua primeira esposa), filha de Antônio Ferreira de Moura I e Maria Joaquina de Moura, e teve:
1. Francisca Gurgel do Amaral (1832 - ?),[1] casada com Eduardo Gonçalves Valente (viúvo de sua meia-irmã Isabel); Francisca foi casada em segundas núpcias com Antônio João Batista Guedes.[2]
2. Filomena Gurgel do Amaral (1838 - ?),[1] casada com Joaquim Gonçalves Valente;[2]
3. Olímpia Gurgel do Amaral (1839 - ?),[1] casada em primeiras núpcias com Joaquim Bento de Oliveira (sem descendência). Olímpia foi casada em segundas núpcias com Tristão Gurgel do Amaral (1832 - ?), filho de José Gurgel do Amaral I e Antônia de Moura (José I era meio-irmão de Olímpia). Olímpia foi casada em terceiras núpcias com João Nogueira de Freitas Costa.[2]
4. Capitão Tibúrcio Valeriano Gurgel do Amaral (1843 - ?),[1] se casou em 1868 com Caetana Jesumira Gurgel de Oliveira (1851 - 1940), filha do Tenente-Coronel Antônio Francisco de Oliveira e Quitéria Gurgel do Amaral (Quitéria era meia-irmã do Capitão Tibúrcio).[2]
5. Euclides Gurgel do Amaral (1850 - ?),[1] se casou com Ana Rosa Gondim Maia, filha de Joaquim de Carvalho Maia e Francisca Pires Gondim.[2]
6. Felismina Gurgel do Amaral (1850 - 1928),[1] se casou com Ernesto Gurgel do Amaral (1831 - 1915), filho de José Gurgel do Amaral I e Ana Ferreira de Moura (José I era meio irmão de Felismina).[2]
7. José Gurgel do Amaral II (1852 - 1978),[1] se casou em primeiras núpcias em 1876 com Cecília Cândida Oliveira Gurgel do Amaral (1853 - ?), filha de Cândido Gurgel do Amaral e Ana Mafalda de Oliveira (Cândido era meio-irmão de José II). José II se casou em segundas núpcias com Maria Inácia Santiago (1863 - 1929), filha de Miguel Correia Rodrigues de Mendonça e Ana Joaquina da Silva.[2]
8. Jesumira Gurgel do Amaral (1860 - ?),[1] casada em 1879 com Antônio João Batista Guedes (viúvo da sua irmã Francisca).[2]

### Descendência
Dele descendem várias personalidades brasileiras, dentre as quais se destacam: o ex-presidente do Brasil, Humberto de Alencar Castelo Branco, dois ex-governadores do estado do Rio Grande do Norte, Francisco Gurgel de Oliveira e Walfredo Dantas Gurgel, a Baronesa do Assú, Maria das Mercês Gurgel de Oliveira, o historiador e poeta Deífilo dos Santos Gurgel;